# Eibach (Ergolz)
Der Eibach ist ein Bach in der Nordwestschweiz, der bei Zeglingen durch den Zusammenfluss des Wisenbach und des Nünbrunnbach entsteht. Die Länge des Eibach beträgt 12,5 km.

## Geographie

### Verlauf
Der Eibach durchfliesst von Zeglingen aus das Eital. Dabei fliesst er über das Gemeindegebiet von Kilchberg, durch das Dorf Tecknau und mündet in Gelterkinden in die Ergolz.
Der Bach ist typisch für den Tafeljura umgeben von steilen Hängen und wenigen Dörfern im Talboden. Oben auf dem Plateau liegen die Dörfer Wenslingen und Rünenberg.

### Einzugsgebiet
Das Einzugsgebiet des Eibachs liegt im Juragebirge und wird durch ihn über die Ergolz und den Rhein zur Nordsee entwässert.
Es ist 28,79 km² gross und besteht zu 40,3 % aus Bestockter Fläche, zu 50,3 % aus Landwirtschaftsfläche, zu 9,1 % aus Siedlungsfläche und zu 0,3 % unproduktiven Flächen.
Die Flächenverteilung
Die mittlere Höhe des Einzugsgebietes beträgt 630,5 m ü. M., die minimale Höhe liegt bei 401 m ü. M. und die maximale Höhe bei 995 m ü. M.

### Zuflüsse
- Wisenbach (linker Quellbach), 4,7 km, 6,29 km², 0,11 m³/s
- Nünbrunnbach (rechter Quellbach), 2,6 km, 5,02 km²,	0,08 m³/s
- Stockenbächli (links), 0,7 km
- Eggbächli (links), 0,1 km
- Sagenmattbächli (links), 0,1 km
- Laufenmattbächli (rechts), 0,2 km
- Chilchtelbächli (links), 0,3 km
- Tschomattbächli (rechts), 0,3 km
- Weidbächli (rechts), 0,1 km
- Ihegibächli (links), 0,1 km
- Holbächli (rechts), 0,4 km
- Hintereggbächli (rechts), 0,7 km
- Neuwegmattenbächli (links), 0,1 km
- Moosbach (rechts), 1,9 km, 2,19 km²
- Geissgrabenbächli (links), 0,4 km
- Aletenbach (rechts), 1,7 km, 2,35 km², in Tecknau
- Tunnelbach (links), 0,9 km
- Chuenibächli (rechts), 0,3 km
- Ärntholdenbächli (rechts), 0,5 km
- Lättenbächli (rechts), 0,1 km
- Mületebächli (links), 2,6 km, 3,35 km², in Gelterkinden
- Frändletenbächli (links), 1,9 km

## Hydrologie
An der Mündung des Eibachs in die Ergolz beträgt seine modellierte mittlere Abflussmenge (MQ) 0,44 m³/s und ihr Abflussregimetyp ist pluvial jurassien.
Der  modellierte monatliche mittlere Abfluss (MQ) des Eibachs in m³/s